# 愛国百人一首
愛国百人一首（あいこくひゃくにんいっしゅ、旧字体：愛國百人一首）は、いわゆる異種百人一首のひとつ。戦時中の翼賛運動の一環として、「愛国の精神が表現された」とする名歌百首を選んだもので、皇室への崇敬を筆頭に、国土愛や家族愛の歌が採られている。カルタとしての遊び方については、百人一首の項を参照のこと。

## 歴史
日本文学報国会が情報局の後援、大政翼賛会の賛助、東京日日新聞と大阪毎日新聞の協力を得て企画された。選定委員は佐佐木信綱、土屋文明、釈迢空、斎藤茂吉、太田水穂、尾上柴舟、窪田空穂、吉植庄亮、川田順、齋藤瀏、松村英一、北原白秋ら12名。企画目的は「聖戦下の国民精神作興」であり、選定基準は「万葉時代から幕末までの詠歌者の分かっている臣下の和歌であり、愛国の精神が、健やかに、朗らかに、そして積極的に表現されていること」とされた。また、幕末期の歌は「明治改元より先に物故した人物」に限られた。
選ばれた百首は、情報局の検閲を経て昭和17年（1942年）11月20日、情報局から発表された。これに改訂と解説を加えたものが、『定本愛国百人一首』として昭和18年（1943年）3月に毎日新聞社から刊行されている。

### 選定後
百首が発表されてから間もなく、関連する作品として、解説書、評釈、カルタ、紙芝居、書道手本、各国語への翻訳書などが多く作られた。例えば1942年には、山内任天堂によって商品化され販売された。任天堂の歴史の中でも、大政翼賛会の後援を得た珍しいゲームである。なお、太平洋戦争中に任天堂が発売したゲームは翼賛的な物が多く、花咲かじいさんが三八式歩兵銃を片手に落下傘で降下して大東亜共栄圏に花を咲かせたりする内容の『幼年双六』（1943年、山内任天堂）などが知られる。また、百人一首の歴史の中でも特筆すべき物として、山内溥（『愛国百人一首』を発行した山内積良の孫）が設立した時雨殿でも、「絵入愛国百人一首」が展示されていた。
このように戦意高揚を目指したプロパガンダとして、大日本帝国の歴史的・精神的アイデンティティを誇示するために選定された百首は、国策として日本国内はもとより占領地にも広められ、新聞やラジオなどの様々なメディアで盛り立てられたことで、学校現場や家庭に浸透した。昭和天皇も愛国百人一首をしていた記録が残る。一方で、この百首の選定による「愛国の精神」の可視化は、その解釈を異にする人々の反発を受けることになった。

## 一覧
| 番号 | 詠み人       | 歌                                                         | 出典               | 備考                                 |
| ---- | ------------ | ---------------------------------------------------------- | ------------------ | ------------------------------------ |
| 1    | 柿本人麻呂   | 大君は神にしませば天雲の雷の上に廬せるかも                 | 万葉集             |                                      |
| 2    | 長奥麻呂     | 大宮の内まできこゆ網引すと網子ととのふる海人の呼び声       | 万葉集             |                                      |
| 3    | 大伴旅人     | やすみししわが大君の食国は大和もここも同じとぞ念ふ         | 万葉集             |                                      |
| 4    | 高橋虫麻呂   | 千万の軍なりとも言挙げせずとりて来ぬべきをのことぞ思ふ     | 万葉集             |                                      |
| 5    | 山上憶良     | 士やも空しかるべき万代に語り続ぐべき名は立てずして         | 万葉集             |                                      |
| 6    | 笠金村       | 丈夫の弓上振り起し射つる矢を後見む人は語り継ぐがね         | 万葉集             |                                      |
| 7    | 山部赤人     | あしひきの山にも野にも御猟人さつ矢手挟みみだれたり見ゆ     | 万葉集             |                                      |
| 8    | 遣唐使使人母 | 旅人の宿りせむ野に霜降らば吾が子羽ぐくめ天の鶴群           | 万葉集             |                                      |
| 9    | 安倍郎女     | わが背子はものな思ほし事しあらば火にも水にも吾なけなくに   | 万葉集             |                                      |
| 10   | 海犬養岡麿   | 御民われ生ける験あり天地の栄ゆる時に遇へらく思へば         | 万葉集             |                                      |
| 11   | 雪宅麻呂     | 大君の命かしこみ大船の行きのまにまに宿りするかも           | 万葉集             |                                      |
| 12   | 小野老       | あをによし奈良の京は咲く花のにほふがごとく今さかりなり     | 万葉集             |                                      |
| 13   | 橘諸兄       | 降る雪の白髪までに大君に仕へまつれば貴くもあるか           | 万葉集             |                                      |
| 14   | 紀清人       | 天の下すでに覆ひて降る雪の光を見れば貴くもあるか           | 万葉集             |                                      |
| 15   | 葛井諸会     | 新しき年のはじめに豊の年しるすとならし雪の降れるは         | 万葉集             |                                      |
| 16   | 多治比鷹主   | 唐国に往き足らはして帰り来むますら武雄に御酒たてまつる     | 万葉集             |                                      |
| 17   | 大伴家持     | 天皇の御代栄えむと東なるみちのく山に金花咲く               | 万葉集             |                                      |
| 18   | 丈部人麻呂   | 大君の命かしこみ磯に触り海原わたる父母をおきて             | 万葉集             | 防人歌                               |
| 19   | 坂田部麻呂   | 真木柱ほめて造れる殿のごといませ母刀自面変りせず           | 万葉集             | 防人歌                               |
| 20   | 大舎人部千文 | 霰降り鹿島の神を祈りつつ皇御軍に吾は来にしを               | 万葉集             | 防人歌                               |
| 21   | 今奉部與曾布 | 今日よりは顧みなくて大君のしこの御盾と出で立つ吾は         | 万葉集             | 防人歌                               |
| 22   | 大田部荒耳   | 天地の神を祈りてさつ矢ぬき筑紫の島をさしていく吾は         | 万葉集             | 防人歌                               |
| 23   | 神人部子忍男 | ちはやぶる神の御坂に幣奉り斎ふいのちは母父がため           | 万葉集             | 防人歌                               |
| 24   | 尾張浜主     | 翁とてわびやは居らむ草も木も栄ゆる時に出でて舞ひてむ       | 続日本後紀         |                                      |
| 25   | 菅原道真     | 海ならずたたへる水の底までも清き心は月ぞ照らさむ           | 新古今和歌集       |                                      |
| 26   | 大中臣輔親   | 山のごと坂田の稲を抜き積みて君が千歳の初穂にぞ舂く         | 栄花物語           |                                      |
| 27   | 成尋阿闍梨母 | もろこしも天の下にぞ有りと聞く照る日の本を忘れざらなむ     | 新古今和歌集       |                                      |
| 28   | 源経信       | 君が代はつきじとぞ思ふ神かぜやみもすそ川のすまん限は       | 後拾遺和歌集       |                                      |
| 29   | 源俊頼       | 君が代は松の上葉におく露のつもりて四方の海となるまで       | 金葉和歌集         |                                      |
| 30   | 藤原範兼     | 君が代にあへるは誰も嬉しきを花は色にもいでにけるかな       | 新古今和歌集       |                                      |
| 31   | 源頼政       | みやま木のその梢とも見えざりし桜は花にあらはれにけり       | 詞花和歌集         |                                      |
| 32   | 西行法師     | 宮柱したつ岩根にしき立ててつゆも曇らぬ日の御影かな         | 新古今和歌集       |                                      |
| 33   | 藤原俊成     | 君が代は千代ともささじ天の戸や出づる月日のかぎりなければ   | 新古今和歌集       |                                      |
| 34   | 藤原良経     | 昔たれかかる桜の花を植ゑて吉野を春の山となしけむ           | 新勅撰和歌集       |                                      |
| 35   | 源実朝       | 山は裂け海はあせなむ世なりとも君にふた心わがあらめやも     | 新勅撰和歌集       |                                      |
| 36   | 藤原定家     | 曇りなきみどりの空を仰ぎても君が八千代をまづ祈るかな       | 拾遺愚草           |                                      |
| 37   | 宏覚禅師     | 末の世の末の末まで我が国はよろづの国にすぐれたる国         | 元冦祈願文         |                                      |
| 38   | 中臣祐春     | 西の海よせくる波も心せよ神の守れるやまと島根ぞ             | 祐春詠草           |                                      |
| 39   | 藤原為氏     | 勅として祈るしるしの神風に寄せくる浪はかつ砕けつつ         | 増鏡               |                                      |
| 40   | 源致雄       | 命をば軽きになして武士の道よりおもき道あらめやは           | 風雅和歌集         |                                      |
| 41   | 藤原為定     | 限りなき恵みを四方にしき島の大和島根は今さかゆなり         | 風雅和歌集         |                                      |
| 42   | 藤原師賢     | 思ひかね入りにし山を立ち出でて迷ふうき世もただ君の為       | 新葉和歌集         |                                      |
| 43   | 津守国貴     | 君をいのるみちにいそげば神垣にはや時つげて鶏も鳴くなり     | 新葉和歌集         |                                      |
| 44   | 菊池武時     | もののふの上矢のかぶら一筋に思ふ心は神ぞ知るらむ           |                    |                                      |
| 45   | 楠木正行     | かへらじとかねて思へば梓弓なき数に入る名をぞとどむる       | 太平記             |                                      |
| 46   | 北畠親房     | 鶏の音になほぞおどろくつかふとて心のたゆむひまはなけれど   | 臨永和歌集         |                                      |
| 47   | 森迫親正     | いのちより名こそ惜しけれもののふの道にかふべき道しなければ | 常山紀談           |                                      |
| 48   | 三条西実隆   | あふぎ来てもろこし人も住みつくやげに日の本の光なるらむ     | 雪玉集             |                                      |
| 49   | 新納忠元     | あぢきなやもろこしまでもおくれじと思ひしことは昔なりけり   | 西藩野史           |                                      |
| 50   | 下河辺長流   | 富士の嶺に登りて見れば天地はまだいくほどもわかれざりけり   | 晩華和歌集         |                                      |
| 51   | 徳川光圀     | 行く川の清き流れにおのづから心の水もかよひてぞ澄む         | 常山詠草           |                                      |
| 52   | 荷田春満     | 踏みわけよ日本にはあらぬ唐鳥の跡をみるのみ人の道かは       | 春葉集             |                                      |
| 53   | 賀茂真淵     | 大御田のみなわも泥もかきたれてとるや早苗は我が君の為       | 賀茂翁家集         |                                      |
| 54   | 田安宗武     | もののふの兜に立つる鍬形のながめかしはは見れどあかずけり   | 天降言             |                                      |
| 55   | 楫取魚彦     | すめ神の天降りましける日向なる高千穂の嶽やまづ霞むらむ     | 楫取魚彦家集       |                                      |
| 56   | 橘枝直       | 天の原てる日にちかき富士の嶺に今も神代の雪は残れり         | あづま歌           | 自撰家集                             |
| 57   | 林子平       | 千代ふりし書もしるさず海の国の守りの道は我ひとり見き       | 六無齋遺詠         |                                      |
| 58   | 高山彦九郎   | 我を我としろしめすかやすべらぎの玉のみ声のかかる嬉しさ     |                    |                                      |
| 59   | 小沢蘆庵     | あし原やこの国ぶりの言の葉に栄ゆる御代の声ぞ聞ゆる         | 六帖詠草           |                                      |
| 60   | 本居宣長     | しきしまの大和ごころを人問はば朝日に匂ふ山ざくら花         | 六十一歳自画自賛像 | 神風特攻隊の諸部隊名にも使用された。 |
| 61   | 荒木田久老   | 初春の初日かがよふ神国の神のみかげをあふげもろもろ         | 五十槻園集         |                                      |
| 62   | 橘千蔭       | 八束穂の瑞穂の上に千五百秋国の秀見せて照れる月かも         | うけらが花         |                                      |
| 63   | 上田秋成     | 香具山の尾の上に立ちて見渡せば大和国原早苗とるなり         | 藻屑               |                                      |
| 64   | 蒲生君平     | 遠つ祖の身によろひたる緋縅の面影うかぶ木々のもみぢ葉       | 岡廼屋歌集         |                                      |
| 65   | 栗田土満     | かけまくもあやに畏きすめらぎの神のみ民とあるが楽しさ       | 國民歌集           |                                      |
| 66   | 賀茂季鷹     | 大日本神代ゆかけてつたへつる雄々しき道ぞたゆみあらすな     | 雲錦集             |                                      |
| 67   | 平田篤胤     | 青海原潮の八百重の八十国につぎてひろめよこの正道を         | 氣吹廼舎歌集       |                                      |
| 68   | 香川景樹     | ひとかたに靡きそろひて花すすき風吹く時ぞみだれざりける     | 桂園一枝           |                                      |
| 69   | 大倉鷲夫     | やすみししわが大君のしきませる御国ゆたかに春は来にけり     |                    |                                      |
| 70   | 藤田東湖     | かきくらすあめりか人に天つ日のかがやく邦のてぶり見せばや   | 東湖遺文           |                                      |
| 71   | 足代弘訓     | わが国はいともたふとし天地の神の祭をまつりごとにて         | 海士囀             |                                      |
| 72   | 加納諸平     | 君がため花と散りにしますらをに見せばやと思ふ御代の春かな   | 柿園詠草           |                                      |
| 73   | 鹿持雅澄     | 大君の宮敷きましし橿原のうねびの山の古おもほゆ             |                    |                                      |
| 74   | 僧月照       | 大君のためには何か惜しからむ薩摩の瀬戸に身は沈むとも       |                    |                                      |
| 75   | 石川依平     | 大君の御贄のまけと魚すらも神世よりこそ仕へきにけれ         | 柳園詠草           |                                      |
| 76   | 梅田雲浜     | 君が代を思ふ心のひとすぢに吾が身ありともおもはざりけり     |                    |                                      |
| 77   | 吉田松陰     | 身はたとひ武蔵の野辺に朽ちぬとも留め置かまし日本魂         | 留魂録             |                                      |
| 78   | 有村次左衛門 | 岩が根も砕かざらめや武士の国の為にと思ひきる太刀           |                    |                                      |
| 79   | 高橋多一郎   | 鹿島なるふつの霊の御剣をこころに磨ぎて行くはこの旅         | 殉難後草拾遺       |                                      |
| 80   | 佐久良東雄   | 天皇に仕へまつれと我を生みし我がたらちねぞ尊かりける       | 薑園歌集           |                                      |
| 81   | 徳川斉昭     | 天ざかる蝦夷をわが住む家として並ぶ千島のまもりともがな     | 景山公歌集         |                                      |
| 82   | 有馬新七     | 朝廷辺に死ぬべきいのちながらへて帰る旅路の憤ろしも         | 都日記             |                                      |
| 83   | 田中河内介   | 大君の御旗の下に死してこそ人と生れし甲斐はありけれ         |                    |                                      |
| 84   | 児島草臣     | しづたまき数ならぬ身も時を得て天皇がみ為に死なむとぞ思ふ   | 歎涕和歌集         |                                      |
| 85   | 松本奎堂     | 君がためいのち死にきと世の人に語り継ぎてよ峰の松風         | 殉難遺草           |                                      |
| 86   | 鈴木重胤     | 天皇の御楯となりて死なむ身の心は常に楽しくありけり         | 橿の本つ集         |                                      |
| 87   | 吉村寅太郎   | 曇りなき月を見るにも思ふかな明日はかばねの上に照るやと     | 殉難遺草           |                                      |
| 88   | 伴林光平     | 君が代はいはほと共に動かねば砕けてかへれ沖つしら波         | 光平先生辭世歌碑   |                                      |
| 89   | 渋谷伊與作   | ますらをが思ひこめにし一筋は七生かふとも何たわむべき       |                    |                                      |
| 90   | 佐久間象山   | みちのくのそとなる蝦夷のそとを漕ぐ舟より遠くものをこそ思へ |                    |                                      |
| 91   | 久坂玄瑞     | 取り佩ける太刀の光はもののふの常に見れどもいやめづらしも   | 紅月齋遺集         |                                      |
| 92   | 津田愛之助   | 大君の御楯となりて捨つる身と思へば軽きわが命かな           | 殉難録稿           |                                      |
| 93   | 平野国臣     | 青雲のむかふす極すめらぎの御稜威かがやく御代になしてむ     |                    |                                      |
| 94   | 真木和泉     | 大山の峰の岩根に埋めにけりわが年月の日本だましひ           |                    |                                      |
| 95   | 武田耕雲斎   | 片敷きて寝ぬる鎧の袖の上に思ひぞつもる越の白雪             |                    |                                      |
| 96   | 平賀元義     | 武夫のたけき鏡と天の原あふぎ尊め丈夫のとも                 |                    |                                      |
| 97   | 高杉晋作     | 後れても後れてもまた君たちに誓ひしことをわれ忘れめや       |                    |                                      |
| 98   | 野村望東尼   | 武士のやまと心をより合はせただひとすぢの大綱にせよ         | 向陵集             |                                      |
| 99   | 大隈言道     | 男山今日の行幸の畏きも命あればぞをろがみにける             |                    |                                      |
| 100  | 橘曙覧       | 春にあけてまづみる書も天地のはじめの時と読み出づるかな     | 志濃夫廼舎歌集     |                                      |

## 異種愛国百人一首
一般に「愛国百人一首」といえば、日本文学報国会版のものをさすが、これに先立つ1941年（昭和16年）に、講談社から選者川田順で、同じく「愛国百人一首」が選定・出版されている。概ね日本文学報国会版と共通しているが、日本文学報国会版が「幕末に詠まれた歌であっても、作者が明治以後まで生存したならば採用せぬ」のに対し、川田版は明治以降の歌も率先して採用している。

### 一覧
| 番号 | 詠み人       | 歌                                                           | 出典         | 備考                   |
| ---- | ------------ | ------------------------------------------------------------ | ------------ | ---------------------- |
| 1    | 大葉子       | 韓国の城の上に立ちて大葉子は領巾振らすも日本へ向きて         | 日本書紀     |                        |
| 2    | 柿本人麻呂   | 大君は神にしませば天雲の雷の上に廬せるかも                   | 万葉集       |                        |
| 3    | 小野老       | 青丹よし奈良の都は咲く花の匂ふがごとく今さかりなり           | 万葉集       |                        |
| 4    | 笠金村       | もののふの臣の壮士は大君の任のまにまに聞くといふものぞ       | 万葉集       |                        |
| 5    | 大伴旅人     | やすみししわが大君の食国は大和もここも同じとぞ念ふ           | 万葉集       |                        |
| 6    | 高橋虫麻呂   | 千万の 軍なりとも言挙げせずとりて来ぬべきをのことぞ思ふ      | 万葉集       |                        |
| 7    | 海犬養岡麻呂 | 御民われ生ける験あり天地の栄ゆる時に遇へらく思へば           | 万葉集       |                        |
| 8    | 雪宅麻呂     | 大君の命かしこみ大船の行きのまにまに宿りするかも             | 万葉集       |                        |
| 9    | 橘諸兄       | ふる雪の白髪までに大君に仕へまつれば貴くもあるか             | 万葉集       |                        |
| 10   | 大伴家持     | しきしまの大和の国にあきらけき名に負ふ伴の緒こころつとめよ   | 万葉集       |                        |
| 11   | 丈部造人麻呂 | 大君の命かしこみ磯に触り海原わたる父母をおきて               | 万葉集       | 防人歌                 |
| 12   | 大舎人部千文 | 霰降り鹿島の神を祈りつつ皇御軍にわれは来にしを               | 万葉集       | 防人歌                 |
| 13   | 今奉部与曾布 | 今日よりは顧みなくて大君のしこの御盾と出で立つわれは         | 万葉集       | 防人歌                 |
| 14   | 文屋康秀     | 草深き霞の谷に影かくし照る日の暮れし今日にやはあらぬ         | 古今和歌集   |                        |
| 15   | 在原業平     | 忘れては夢かとぞ思ふ思ひきや雪ふみわけて君を見むとは         | 古今和歌集   | 伊勢物語にもある。     |
| 16   | 菅原道真     | 海ならずたたへる水の底までも清き心は月ぞ照らさむ             | 新古今和歌集 |                        |
| 17   | 大中臣輔親   | おほぢ父むまごすけちか三代までにいただきまつるすべらおほん神 | 後拾遺和歌集 |                        |
| 18   | 源経信       | 君が代はつきじとぞ思ふ神かぜやみもすそ川のすまむかぎりは     | 後拾遺和歌集 |                        |
| 19   | 高倉一宮紀伊 | 何事につけてか君を祈らまし八百万代もかぎりありけり           |              |                        |
| 20   | 源通親       | 朝ごとにみぎはの氷ふみわけて君に仕ふる道ぞかしこき           | 新古今和歌集 |                        |
| 21   | 藤原良経     | 我が国は天照る神のすゑなれば日の本としも言ふにぞありける     |              |                        |
| 22   | 源実朝       | 山は裂け海はあせなむ世なりとも君にふた心わがあらめやも       | 金槐和歌集   | 新勅撰和歌集にもある。 |
| 23   | 鏡月坊       | 勅なれば身をば寄せてきもののふの八十宇治川の瀬には立たねど   |              |                        |
| 24   | 藤原家隆     | 何か残る君が恵の絶えしより谷の古木の朽ちも果てなで           |              |                        |
| 25   | 二条為氏     | 勅として祈るしるしの神風によせくる浪はかつくだけつつ         |              |                        |
| 26   | 中臣祐春     | 西の海よせくる波も心せよ神の守れるやまと島根ぞ               |              |                        |
| 27   | 宏覚禅師     | 末の世の末の末まで我が国はよろづの国にすぐれたる国           |              |                        |
| 28   | 藤原俊基     | いにしへもかかる例をきく川のおなじ流れに身をや沈めむ         |              |                        |
| 29   | 源具行       | 帰るべき道しなければこれやこの行くをかぎりの逢坂の関         |              |                        |
| 30   | 花山院師賢   | 思ひかね入りにし山をたち出でて迷ふ憂世もただ君のため         |              |                        |
| 31   | 菊池武時     | もののふの上矢のかぶら一筋に思ふ心は神ぞ知るらむ             |              |                        |
| 32   | 粟田久盛     | 植ゑおかば苔の下にもみ吉野のみゆきの跡を花や残さむ           |              |                        |
| 33   | 楠木正行     | かへらじとかねて思へば梓弓なき数に入る名をぞとどむる         |              |                        |
| 34   | 北畠親房     | かた絲の乱れたる世を手にかけて苦しきものは吾が身なりけり     |              |                        |
| 35   | 北畠守親     | みちのくの安達の真弓とりそめしその世に継がぬ名を嘆きつつ     |              |                        |
| 36   | 四条隆俊     | 君がためわが執り来つる梓弓もとの都にかへさざらめや           |              |                        |
| 37   | 藤原光任     | 思ひきや山路のみ雪ふみわけてなきあとまでも仕ふべしとは       |              |                        |
| 38   | 藤原師兼     | 我が君の夢には見えよ今もなほかしこき人の野辺に遺らば         |              |                        |
| 39   | 足利成直     | 神路山いづる月日や君が代をよるひる守る光なるらむ             |              |                        |
| 40   | 源頼武       | 引きそめし心のままに梓弓おもひかへさで年も経にけり           |              |                        |
| 41   | 北畠顕能     | いかにして伊勢の浜荻ふく風の治まりにきと四方に知らせむ       |              |                        |
| 42   | 二条為忠     | 君すめば峯にも尾にも家居してみ山ながらの都なりけり           |              |                        |
| 43   | 花山院長親   | 神の世の三種のたから伝へます我がすべらぎぞ道も正しき         |              |                        |
| 44   | 太田道灌     | 二つなきことわり知らば武士の仕ふる道はうらみなからむ         |              |                        |
| 45   | 森迫親正     | 命より名こそ惜しけれ武士の道にかふべき道しなければ           |              |                        |
| 46   | 三宅治忠     | 君なくば憂身の命なにかせむ残りて甲斐のある世なりとも         |              |                        |
| 47   | 中村文荷斎   | ちぎりあれや涼しき道にともなひて後の世までも仕へ仕へむ       |              |                        |
| 48   | 豊臣秀吉     | 唐土もかくやは涼し西の海の浪路吹きくる風に問はばや           |              |                        |
| 49   | 細川幽斎     | 日の本の光を見せてはるかなる唐土までも春や立つらむ           |              |                        |
| 50   | 新納忠元     | あぢきなや唐土までもおくれじと思ひしことは昔なりけり         |              |                        |
| 51   | 是斎重鑑     | 異国もしたがひにけりかかる世を待ちてや神の誓ひあらはす       |              |                        |
| 52   | 板倉重昌     | あらたまの年にさきだち咲く花は世に名を殘すさきがけと知れ     |              |                        |
| 53   | 大石良雄     | あら楽し思ひは晴るる身は捨つるうき世の月にかかる雲なし       |              |                        |
| 54   | 僧契沖       | わたつみのその生みの子の八十つづき大和の国の君ぞ変らぬ       |              |                        |
| 55   | 荷田春満     | 踏みわけよ大和にはあらね唐鳥の跡を見るのみ人の道かは         |              |                        |
| 56   | 賀茂真渕     | もろこしの人に見せばやみ吉野の吉野の山の山桜花               |              |                        |
| 57   | 本居宣長     | さし出づるこの日の本の光より高麗もろこしも春を知るらむ       |              |                        |
| 58   | 平田篤胤     | 思ふこと一つも神に務めをへず今日やまかるかあたら此の世を     |              |                        |
| 59   | 橘曙覧       | 君と臣品さだまりて動かぎる神国といふことを先づ知れ           |              |                        |
| 60   | 大国隆正     | 仇と見るえみしが伴を末遂に貢の船となさでやまめや             |              |                        |
| 61   | 白河楽翁     | 青柳の絲のみだれを春風のゆたかなる世に忘れずもがな           |              |                        |
| 62   | 徳川治紀     | 梓弓八島のほかもおしなべて我が君が世の道仰ぐらし             |              |                        |
| 63   | 水戸烈公     | 敵あらばいでもの見せむ武士の弥生なかばの眠りざましに         |              |                        |
| 64   | 林子平       | 伝へては我が日の本のつはものの法の花咲け五百年の後           |              |                        |
| 65   | 高山彦九郎   | われを我としろしめすかやすべらぎの玉の御声のかかるうれしさ   |              |                        |
| 66   | 蒲生君平     | 比叡の山みおろす方ぞ哀れなる今日九重の数し足らねば           |              |                        |
| 67   | 村田清風     | しきしまの大和心を人問はば蒙古のつかひ斬りし時宗             |              |                        |
| 68   | 藤田東湖     | 八千矛の一すぢごとにここだくの夷の首つらぬきてまし           |              |                        |
| 69   | 梅田雲浜     | 君が代をおもふ心の一すぢに吾が身ありとは思はざりけり         |              |                        |
| 70   | 頼三樹三郎   | 吾が罪は君が代おもふまごころの深からざりししるしなりけり     |              |                        |
| 71   | 吉田松陰     | かくすればかくなるものと知りながらやむにやまれね大和魂       |              |                        |
| 72   | 有村蓮寿尼   | 雄々しくも君に仕ふる武士の母てふものはあはれなりけり         |              |                        |
| 73   | 佐久良東雄   | 飯食ぶと箸をとるにも大君の大きめぐみと涙し流る               |              |                        |
| 74   | 児島強介母   | 天皇に身は捧げむと思へども世に甲斐なきは女なりけり           |              |                        |
| 75   | 是枝柳右衛門 | 隼人の薩摩の子らの剣太刀抜くと見るより楯はくだくる           |              |                        |
| 76   | 田中河内介   | 大君の御旗の下に死してこそ人と生まれし甲斐はありけれ         |              |                        |
| 77   | 松本謙三郎   | 君がためいのち死にきと世の人に語り継ぎてよ峯の松風           |              |                        |
| 78   | 伴林光平     | 君が代はいはほと共に動かねばくだけてかへれ沖つ白浪           |              |                        |
| 79   | 平野国臣     | 吾が胸の燃ゆるおもひにくらぶれば煙はうすし櫻島山             |              |                        |
| 80   | 佐久間象山   | 梓弓真弓槻弓さはにあれどこの筒弓に如く弓あらめや             |              |                        |
| 81   | 久坂玄瑞     | 執り佩ける太刀の光はもののふの常に見れどもいやめづらしも     |              |                        |
| 82   | 真木保臣     | 一すぢに思ひいる矢の誠こそ子にも孫にも貫きにけれ             |              |                        |
| 83   | 武市半平太   | 年月は改まれども世の中のあらたまらぬぞ悲しかりける           |              |                        |
| 84   | 野村望東尼   | 誰が身にもありとは知らでまどふめり神のかたみの大和魂         |              |                        |
| 85   | 遊君桜木     | 露をだにいとふ大和の女郎花ふるあめりかに袖はぬらさじ         |              |                        |
| 86   | 岩倉具視     | ふるばかり亞米利加船の寄せば寄せ三笠の山の神いますなり       |              |                        |
| 87   | 三条実美     | 大君はいかにいますと仰ぎみれば高天の原ぞ霞こめたる           |              |                        |
| 88   | 佐佐木弘綱   | 橿原のひじりの御代のいにしへの跡を覓めても来たる春かな       |              |                        |
| 89   | 玉松操       | えみしらが息吹に曇る月みればみやこの秋の心地こそせね         |              |                        |
| 90   | 江藤新平     | ますらをの涙を袖にしぼりつつ迷ふ心はただ君のため             |              |                        |
| 91   | 西郷隆盛     | 上衣はさもあらばあれ敷島のやまと錦は心にぞ着る               |              |                        |
| 92   | 勝安芳       | 国守る大臣は知るや知らざらむ民のかまどのほそき煙を           |              |                        |
| 93   | 海上胤平     | うとかりし老の耳にもこのごろの軍がたりは聴きももらさず       |              |                        |
| 94   | 与謝野寛     | 都鳥みやこのことは見て知らむわれには告げよ国の行末           |              |                        |
| 95   | 福本日南     | 思ひきや日の入る国のはてに来て昇る朝日の景を見むとは         |              |                        |
| 96   | 八田岩馬     | 名のために佩けるにはあらじ我が太刀はただ大君の勅のまにまに   |              |                        |
| 97   | 梶村文夫     | 名も初瀬いくさもこれが初めなりおくれは取らじ国のみために     |              |                        |
| 98   | 庄司祐亮     | しののめの空くれなゐに昇る日は八咫の鏡の光なりけり           |              |                        |
| 99   | 高崎正風     | 御涙をのみて宣らししみことのり貫きとほせいのち死ねとも       |              |                        |
| 100  | 乃木希典     | うつし世を神去りましし大君のみあとしたひて我は行くなり       |              |                        |